# Die zweite Mutter (1936)
Die zweite Mutter (Originaltitel: Valiant Is the Word for Carrie) ist ein US-amerikanischer Spielfilm aus dem Jahr 1936 mit Gladys George unter der Regie von Wesley Ruggles.

## Handlung
Carrie Snyder, eine ehemalige Prostituierte, lebt am Rande einer kleinen Stadt im Süden der USA. Die Einwohner meiden sie aufgrund ihrer dubiosen Vergangenheit. Eines Tages macht Carrie die Bekanntschaft des kleinen Paul Darnley, der in einer dysfunktionalen Familie lebt. Sein Vater schlägt ihn regelmäßig, und seine Mutter ist als Invalidin ans Bett gefesselt. Zwischen den beiden entwickelt sich rasch eine tiefe emotionale Verbundenheit. Carrie umsorgt und pflegt Paul wie eine Mutter. Eines Tages sorgen die konservativen Teile in der Stadtbevölkerung dafür, dass Carrie ausgewiesen wird. Schweren Herzens lässt sie Paul zurück. Einige Zeit später erfährt Carrie, dass Paul, mittlerweile zur Vollwaisen geworden, unter der Obhut seines tyrannischen Onkels völlig verwahrlost auf einem Hausboot leben muss. Aufgewühlt beschließt Carrie, den Jungen zu sich zu nehmen. Paul hat in der Zwischenzeit ein junges Mädchen, das sich Lady nennt, zu sich genommen. Lady ist vor ihren Adoptiveltern geflohen, die sie auf einem Jahrmarkt regelrecht gewonnen haben. Carrie adoptiert die beiden und nimmt sie mit nach Norden. Über die Jahre wird Carrie wohlhabend und betreibt ein eigenes Reinigungsunternehmen. Paul absolviert erfolgreich die Schule, und alles könnte nicht glücklicher laufen, als ein Mann durch ein Versehen von Paul zu Tode kommt. Von Schuldgefühlen getrieben, verspricht Paul Lilli, der Schwester des Mannes, sich um sie zu kümmern. Lady missversteht die Situation, und aus Eifersucht heraus heiratet sie einen flüchtigen Bekannten. Schließlich versucht Carrie, die Dinge in Ordnung zu bringen, doch dabei kommt versehentlich Lilli ums Leben. Carrie steht unter Verdacht, doch statt die Wahrheit zu bekennen, nimmt sie die Schuld auf sich, da sie fürchtet, dass im Prozess die angebliche Adoption auffliegen würde. Im Gefängnis kommt es zu einer tränenreichen Aussprache zwischen Carrie und ihren Kindern.

## Hintergrund
Die zweite Mutter, der auf dem gleichnamigen Roman basiert, steht in einer langen Tradition von Filmen, die die Opferbereitschaft von Müttern in den Mittelpunkt der Handlungen stellte. Stilbildend waren dabei Madame X und Common Clay, die die Handlungsmuster für das Genre der sogenannten Confession Tales legten. Meist drehen sich die Filme um die Probleme von Frauen, die durch eine Liebesgeschichte oder aufgrund einer dubiosen Vergangenheit in Probleme geraten. Dabei nehmen sie jedes erdenklich Opfer auf sich, um ihre Kinder – egal ob diese ihre eigenen oder angenommene sind – über die Runden zu bringen. Dabei nahmen die Frauen mitunter auch Gefängnisstrafen auf sich für Verbrechen, die sie nicht begangen hatten, nur um den guten Ruf ihrer Nachkommen zu wahren, so Irene Dunne in The Secret of Madame Blanche, Kay Francis in I Found Stella Parrish, Der Erbe des Hauses Farrington und Confession, Ruth Chatterton in Frisco Jenny oder Ann Harding in The Life of Vergie Winters. Nahezu zeitgleich kam mit Stella Dallas ein weiterer Film in die Kinos, der sich mit dem nicht endenwollenden Qualen einer Mutter beschäftigt. Gladys George spielte unmittelbar im Anschluss im Remake von Madame X erneut eine Frau, die für ihre Kinder alles tut und sogar ins Gefängnis geht.
Die Schauspielerin, bekannt für ihr komödiantisches Talent auf der Bühne, wurde von Paramount Pictures ursprünglich für die Verfilmung ihres Broadwayerfolges Personal Appearance unter Vertrag genommen, in dem Cooper einen Hollywood-Diva spielt, die nach einer Autopanne im Mittelwesten strandet und eine ganze Kleinstadt durch ihren mondänen Lebenswandel an den moralischen Abgrund führt. Das Stück wurde schließlich mit Mae West als Go West, Young Man verfilmt, und Gladys Cooper fand sich in Valiant Is the Word for Carrie wieder, der Adaption eines Bestsellers über eine ehemalige Prostituierte mit Herz.

## Auszeichnungen
Die zweite Mutter erhielt bei der Oscarverleihung 1937 eine Nominierung in der Kategorie
- Beste Schauspielerin (Gladys George)

## Kritik
Die meisten Kritiker lobten das Spiel von Gladys George, fanden den Film insgesamt jedoch viel zu lang.